# 卡西霸鹟属
卡西霸鹟属（学名：Casiornis）是霸鹟科下的一个属。

## 下属物种
本属包括以下物种：
- 灰喉卡西霸鹟 Casiornis fuscus P.L.Sclater & Salvin, 1873
- 棕卡西霸鹟 Casiornis rufus (Vieillot, 1816)